# Verrucaria viridula
Verrucaria viridula är en lavart som först beskrevs av Heinrich Adolph Schrader, och fick sitt nu gällande namn av Erik Acharius. Verrucaria viridula ingår i släktet Verrucaria och familjen Verrucariaceae.  Arten är reproducerande i Sverige. Inga underarter finns listade i Catalogue of Life.